# Max Schmidt
Max Schmidt (Altona, 16 de dezembro de 1874 † 26 de outubro de 1950 em Asunción) foi um etnólogo alemão especializado em povos indígenas da América do Sul.